# Municipio de Bateman
El municipio de Bateman (en inglés: Bateman Township) es un municipio ubicado en el condado de Jackson en el estado estadounidense de Arkansas. En el año 2010 tenía una población de 52 habitantes y una densidad poblacional de 0,75 personas por km².

## Geografía
El municipio de Bateman se encuentra ubicado en las coordenadas 35°35′13″N 91°19′0″O / 35.58694, -91.31667. Según la Oficina del Censo de los Estados Unidos, el municipio tiene una superficie total de 69.14 km², de la cual 66,1 km² corresponden a tierra firme y (4,39 %) 3,04 km² es agua.

## Demografía
Según el censo de 2010, había 52 personas residiendo en el municipio de Bateman. La densidad de población era de 0,75 hab./km². De los 52 habitantes, el municipio de Bateman estaba compuesto por el 100 % blancos. Del total de la población el 1,92 % eran hispanos o latinos de cualquier raza.